# ケン・マイルズ

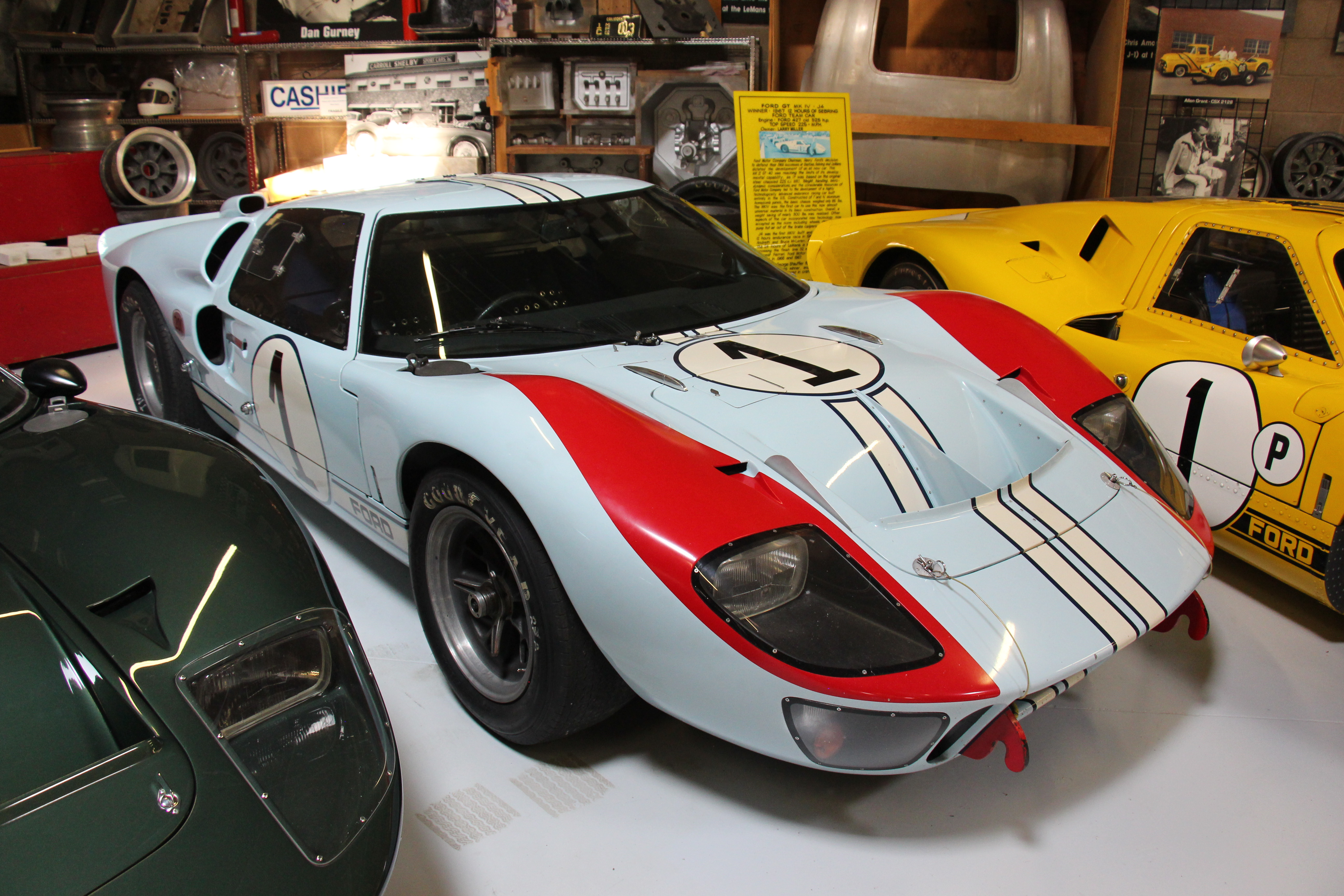
フォード・GT40(マイルズ/ハルム車)

ケン・マイルズ（Ken Miles 、1918年11月1日 - 1966年8月17日）は、イギリスサットン・コールドフィールド出身の1950年代から1960年代にかけて活躍したレーシングドライバーである。

## 経歴

### 渡米前
本名ケネス・ヘンリー・マイルズ(Kenneth Henry Miles)として1918年にイギリスで生を受ける。
10代の頃より車の整備工として専門学校に通う。1939年に英陸軍に入隊。第二次大戦では戦車部隊に配属され、1944年にノルマンディー上陸作戦に戦車部隊として参加している。
1945年に陸軍を除隊後、整備工として働きつつ、自動車の草レース等に参加していた。
1952年に渡米。

### 渡米後、レーサーとしての活躍とシェルビー・アメリカン
アメリカ、カリフォルニア州ロサンゼルスに定住しMGの関連会社である自動車整備工場を経営しつつ、MGベースの自作スペシャルカーでスポーツカークラブ・オブ・アメリカ(通称SCCA)の開催レースに参加し、14連勝する記録を作るなど1960年代初頭までSCCAのレースで活躍していた。
1955年にはMGのレースチームドライバーとしてMG EX.182を駆ってル・マン24時間レースに初参戦しているが12位という結果に終わっている。
1963年にサンビーム・アルバインにフォードV8を載せるというサンビーム・タイガーについての計画を通してシェルビー・アメリカンを立ち上げていた元レーサーのキャロル・シェルビーと知り合い、その技術を買われてシェルビー・アメリカンに入社。同社のテストドライバー、テクニカル・アドバイザーとして中核をなす存在となる。

### フォードの参戦
1960年代初頭にフォード・モーターは本格的なレース参戦をもくろみ、1964年のル・マン24時間レースにフォード・GT40を投入するが全車リタイアという散々な結果に終わる。そこでフォード側がシェルビー・アメリカンに計画の参加を依頼したことからマイルズもGT40のドライバーとして活動することとなる。
1965年のル・マン24時間レースにマイルズはブルース・マクラーレンと組んでチーム、シェルビー・アメリカンとしてGT40を駆って参戦するもギアボックスの不調でリタイアを喫する。
翌1966年に改良型であるGT40Mk2が投入されるとマイルズは参戦したデイトナ24時間レース、セブリング12時間レースで立て続けに優勝を果たす快挙を成す。
そして同年のル・マン24時間レースにデニス・ハルムと組んで参戦。レース終盤にトップに躍り出てデイトナ、セブリング、ル・マンの三冠という快挙を成そうとするも、試合を観戦していたフォードの幹部が宣伝目的で2位を走っていた同チームのブルース・マクラーレン、クリス・エイモン組のGT40Mk2と同じくGT40Mk2の供給を受け3位を走っていたチーム、ホールマン・ムーディの3台を同時にフィニッシュラインを超えさせるように指示。マイルズは指示に従って減速し、目論み通りにほぼ3台が同時にゴールインを果たすがここでレース主催がマクラーレン、エイモン組の車両がマイルズ、ハルム組の車両より20ヤード後方よりスタートしていたことを加味してマクラーレン、エイモン組が1位、マイルズ、ハルム組を2位とする裁定を下した(ホールマン・ムーディの車両は12周遅れだったため順位は変わらず)結果、マイルズは3冠を逃がすこととなった。

### 事故死
66年のル・マン終了から約2か月後の1966年8月にマイルズはカリフォルニアのリバーサイドサーキットにてGT40の改良型プロトタイプであるJカーのテスト走行に参加していたが、高速走行中にコントロールを失ってコースアウトを起こす(原因は不明)。車両は横転し大破。マイルズは即死した。享年47。
2001年にアメリカモータースポーツ殿堂(Motorsports Hall of Fame of America)にスポーツカーについての貢献としてマイルズの名前は殿堂入りを果たしている。

## レース戦績

### ル・マン24時間レース
| 1955年  | MG カーズ Ltd.              | ジョン・ロケット       | MG・EX182          | S1.5  | 249 | 12位 | 5位 |
| 1965年  | シェルビー・アメリカン Inc. | ブルース・マクラーレン | フォード・GT Mk II | P+5.0 | 45  | DNF  | DNF |
| 1966年  | シェルビー・アメリカン Inc. | デニス・ハルム         | フォード・GT Mk II | P+5.0 | 360 | 2位  | 2位 |
| Source: |                             |                        |                    |       |     |      |     |